# Java2D
Java 2D – zestaw standardowych klas środowiska Java przeznaczonych do edycji grafiki. Java 2D jest częścią frameworka JFC.